# Western Pacific Industries
Die Western Pacific Industries Inc. war ein amerikanisches Holdingunternehmen. Wichtigste Tochterunternehmen waren die Bahngesellschaft Western Pacific Railroad und später Veeder-Root.

## Geschichte
Auf Grund der starken Regulierung im Bahnbereich sowie der Befürchtungen der Verstaatlichung von Bahngesellschaften begannen ab Ende der 1960er Jahre viele Bahnunternehmen ihre Gesellschaftsstruktur zu ändern. Durch die Gründung einer Holdinggesellschaft wurde die Möglichkeit eröffnet in andere Wirtschaftsbereiche zu expandieren, ohne den Regulierungen für Bahngesellschaften zu unterliegen. Auch die Western Pacific Railroad ging, nachdem ab 1970 mit Howard A. Newman ein neuer Chairman of the Board und mit Alfred E. Perlman ein neuer Präsident das Unternehmen leiteten, diesen Weg. Am 21. Dezember 1970 wurde die Western Pacific Industries Inc. gegründet. Die Aktien der Bahngesellschaft wurden in Aktien der Holding umgewandelt. Um weitere Akquisitionen finanzieren zu können, wurden im Dezember 1971 Aktien der Holdinggesellschaft emittiert.
Im Herbst 1974 erwarb die Western Pacific Industries insgesamt 44,5 % am Unternehmen Veeder Industries Inc. Dieser Konzern bestand aus dem Hersteller von Armaturen Veeder-Root und den Maschinenbauunternehmen Holo-Krome, Iseli und A. L. Hyde Company. Zum 15. Juni 1976 wurde die Beteiligung an Veeder auf 100 % erweitert.
Am 16. Februar 1978 wurde der Verkauf der Bahngesellschaft im Rahmen eines Management-Buy-Out beschlossen. Dieser wurde am 4. April 1979 mit der Übernahme des Anlagevermögens sowie die gesamten Verträge der Bahngesellschaft durch die Newrail Company Inc. wirksam. Gleichzeitig änderte Newrail ihren Namen in Western Pacific Railroad. Aus der früheren Western Pacific Railroad wurde die OldWest Co. Auch das Vermögen der Tochtergesellschaften Standard Realty and Development Company und Western Pacific Transport Company gingen an die neue Gesellschaft über.
Beteiligungen der Western Pacific Industries am Elektronikunternehmen Hazeltine Corporation und am Verlag Houghton Mifflin konnten nicht erfolgreich umgesetzt werden.
Im Dezember 1979 zahlte das Unternehmen eine Sonderdividende in Höhe von 60 Millionen Dollar und gab bekannt, auf weitere Akquisitionen zu verzichten.
Im Herbst 1983 versuchte die Western Pacific Industries das Textilunternehmen Cone Mills Corporation zu erwerben. Der Übernahmeversuch wurde jedoch abgewehrt.
Im Oktober 1986 wurde das Übernahmeangebot des Danaher-Konzerns akzeptiert.

## Sitz
Von 1971 bis 1979 hatte das Unternehmen seinen Sitz in San Francisco (526 Mission Street) zusammen mit dem Sitz der Bahngesellschaft. Daneben bestand ein Büro in New York (400 Park Avenue), das zuerst von Howard Newman genutzt wurde und später Unternehmenssitz wurde.

## Unternehmensleitung
- Chairman of the Board, Chief Executive Officer (ab 1977)
  - 1971–1987: Howard A. Newman

- Präsident
  - 1971–1976: Howard A. Newman
  - 1977– : William C. Scott